# Những gã trai hư: Chơi hay bị xơi
Những gã trai hư: Chơi hay bị xơi (tên tiếng Anh: Bad Boys: Ride or Die) là bộ phim bộ đôi cảnh sát thuộc thể loại hài hành động được đạo diễn bởi Adil & Bilall với kịch bản do Chris Bremner chấp bút. Phim được sản xuất bởi 2.0 Entertainment, Don Simpson/Jerry Bruckheimer Films và Westbrook Studios, đây là phần hậu truyện của Những gã trai hư trọn đời (2020) và đồng thời cũng là phần phim thứ tư của loạt phim Những gã trai hư. Phim có sự tham gia trở lại của Will Smith, Martin Lawrence, Paola Núñez, Vanessa Hudgens và Alexander Ludwig trong các vai diễn từ phần phim trước của họ, với Tasha Smith thay thế Theresa Randle, người đã đảm nhận vai diễn Theresa Burnett từ ba phần phim trước.
Dàn diễn viên mới bao gồm Eric Dane, Ioan Gruffudd, DJ Khaled, Rhea Seehorn và Joyner Lucas. Bộ phim được công chiếu vào ngày 14 tháng 6, 2024 bởi Sony Pictures Releasing dưới nhãn hiệu Columbia Pictures.

## Nội dung
Bốn năm sau cái chết của Isabel Aretas, Thám tử MPD Mike Lowrey kết hôn với chuyên gia vật lý trị liệu của mình, Christine. Trong đám cưới, cộng sự của anh, Thám tử Marcus Burnett, bị đau tim nhẹ và ngất xỉu, anh trải qua một ảo ảnh về cố Đại úy Conrad Howard nói với anh rằng đây không phải là thời điểm của anh. Khi Marcus tỉnh lại, anh tin rằng mình không thể chết. Ngay sau đó, một bản tin nói rằng Đại úy Howard là cảnh sát tham nhũng đã từng hợp tác với các băng đảng ma túy. Với việc di sản của Howard bị hoen ố sau khi qua đời, Mike và Marcus quyết tâm minh oan cho ông ta với sự giúp đỡ của Đại úy Rita Secada và bạn trai mới của cô, ứng cử viên thị trưởng Adam Lockwood. Mike và Marcus đến thăm con trai của Mike, Armando Aretas, người đang bị giam giữ vì tội giết Howard. Armando nói với họ rằng Howard không tham nhũng, nhưng ông ta biết ai là người tham nhũng, vì vậy các quan chức tham nhũng đã thuê anh và mẹ anh giết Howard để ngăn chặn ông ta vạch trần vụ tham nhũng.
Khi những kẻ chủ mưu cố gắng truy cập vào máy tính của Howard, một đoạn video đã được ghi hình trước được gửi đến Mike và Marcus, cảnh báo họ về tình trạng tham nhũng trong lực lượng thực thi pháp luật liên bang và tiểu bang. Howard sử dụng cụm từ "chai Coca" làm mật mã và tiết lộ rằng ông ta đã cung cấp thông tin cho cựu tin tặc Fletcher. Họ đến hộp đêm của Fletcher để lấy "tệp tin", hóa ra đó là mã QR ẩn trong tranh tường mở khóa một đoạn video thứ hai từ Howard. Tuy nhiên, những sát thủ được những kẻ chủ mưu thuê đã theo dõi họ đến hộp đêm và giết Fletcher.
Trong tù, Armando bị tấn công bởi một số sát thủ cải trang thành tù nhân, nhưng anh đã chống trả được chúng. Mike và Marcus sắp xếp để đưa Armando đi bằng máy bay trực thăng đến một địa điểm an toàn hơn ở Miami. Tuy nhiên, bọn sát thủ đã lẻn lên trực thăng và giết chết phi công và lính canh, khiến trực thăng bị rơi. Mike, Marcus và Armando sống sót nhưng bị những kẻ chủ mưu xem là những kẻ đào tẩu bị truy nã. Khi những kẻ chủ mưu thông báo treo thưởng, cả ba bị cả lực lượng thực thi pháp luật và bọn tội phạm truy đuổi. Con gái của Howard, Cảnh sát Tư pháp Judy Howard, thề sẽ trả thù Armando vì anh đã giết bố cô.
Với sự hỗ trợ của các thành viên AMMO (Advanced Miami Metro Operations) Dorn và Kelly, Mike và Marcus đã khám phá ra video manh mối đằng sau vụ giết người và đổ tội. Armando xác định người đàn ông thuê anh giết Howard là James McGrath, một cựu Biệt kích Lục quân (Ranger) chuyển sang làm đặc vụ DEA. Trong khi đi nằm vùng, McGrath đã bị băng đảng bắt giữ và bị tra tấn cho đến khi hắn khai ra các cộng sự của mình và đã làm việc với băng đảng kể từ đó. McGrath bắt cóc Christine và Callie, con gái của Judy. Sau đó, hắn cử thuộc hạ đi bắt gia đình Marcus, nhưng con rể của Marcus là lính thủy đánh bộ Reggie đã một mình giết chết tất cả chúng. Rita, Dorn và Kelly bắt giữ Lockwood sau khi hắn bị phát hiện đang thông đồng với McGrath.
Sử dụng Lockwood làm mồi nhử, cả nhóm lao vào một cuộc đấu súng với băng nhóm của McGrath tại một công viên cá sấu bị bỏ hoang để giải cứu Christine và Callie. Sau đó trong cuộc giao chiến, Lockwood định bỏ chạy, nhưng Rita đã ngăn cản hắn, khiến hắn rơi xuống nước và bị một con cá sấu ăn thịt. Mike đối mặt với McGrath, người đang giữ cả Christine và Marcus làm con tin dưới họng súng. Mike bắn chết McGrath, cứu được Christine và Marcus. Giữa sự hỗn loạn, Judy tìm thấy Armando và Callie. Judy chuẩn bị giết Armando, nhưng Callie nói với mẹ cô rằng anh đã cứu mạng cô. Biết ơn hành động anh hùng của Armando, Judy tỏ lòng thương xót với anh và cho phép anh trốn thoát.
Mike, Marcus và Howard được minh oan và vụ tham nhũng bị phơi bày. Gia đình Mike và Marcus sau đó ăn mừng bằng cách tổ chức một buổi dã ngoại trong công viên; Mike, Marcus và Reggie cùng nhau nướng thịt BBQ. Trong cảnh hậu danh đề, bộ phim quay ngược về năm 305 trước Công nguyên (ám chỉ đến một lời lảm nhảm của Marcus với Mike từ đầu phim), cho thấy Marcus đang dắt một con lừa đi qua vùng hoang dã trong khi mắng chửi nó. Con lừa sau đó xô ngã Marcus và chửi lại anh bằng giọng nói của Mike.

## Phát hành
Vào tháng 7, 2023, bộ phim được thông báo sẽ công chiếu tại các rạp vào ngày 14 tháng 6 năm 2024.